# Myles Kennedy
Myles Kennedy (Boston (Massachusetts), 27 november 1969) is een Amerikaanse muzikant bekend als zanger en gitarist van de groep Alter Bridge. Tevens is hij vaste zanger bij Slash' soloproject Slash ft. Myles Kennedy & The Conspirators waarmee hij in 2012, 2013, 2014, 2015, 2018 en 2019 op tournee ging. Daarnaast bracht hij twee solo-albums uit: Year of the Tiger in 2018 en The Ides Of March in 2021.
Kenmerkend voor Myles is zijn stembereik. Volgen sommigen zou hij een stembereik hebben van 4 octaven.
Tevens werd hij drie jaar op rij tot 'Vocalist of the year' uitgeroepen bij de Loudwire Music Awards.

## Discografie

### Albums
| Album met eventuele hitnotering(en) in de Nederlandse Album Top 100 | Datum van verschijnen | Datum van binnenkomst | Hoogste positie | Aantal weken | Opmerkingen                  |
| ------------------------------------------------------------------- | --------------------- | --------------------- | --------------- | ------------ | ---------------------------- |
| Apocalyptic love                                                    | 18-05-2012            | 26-05-2012            | 7               | 8            | met Slash & The Conspirators |
| Year Of The Tiger                                                   | 2018                  | 17-03-2018            | 48              | 1            |                              |
| The Ides Of March                                                   | 2021                  | 22-05-2021            | 57              | 1            |                              |

| Album met hitnotering(en) in de Vlaamse Ultratop 200 albums | Datum van verschijnen | Datum van binnenkomst | Hoogste positie | Aantal weken | Opmerkingen                  |
| ----------------------------------------------------------- | --------------------- | --------------------- | --------------- | ------------ | ---------------------------- |
| Apocalyptic love                                            | 2012                  | 26-05-2012            | 13              | 5*           | met Slash & The Conspirators |
| Year Of The Tiger                                           | 2018                  | 17-03-2018            | 64              | 1            |                              |
| The Ides Of March                                           | 2021                  | 22-05-2021            | 106             | 1            |                              |

### Dvd's
| Dvd's met hitnoteringen in de Nederlandse Music Top 30 | Datum van verschijnen | Datum van binnenkomst | Hoogste positie | Aantal weken | Opmerkingen                  |
| ------------------------------------------------------ | --------------------- | --------------------- | --------------- | ------------ | ---------------------------- |
| Live - Made in Stoke 24/7/11                           | 2011                  | 26-11-2011            | 18              | 7            | met Slash                    |
| Live at the Roxy 25.9.14                               | 2015                  | 20-06-2015            | 3               | 18           | met Slash & The Conspirators |

- Bibliothèque nationale de France: cb16562195c (data)
- Gemeinsame Normdatei: 1155422740
- International Standard Name Identifier: 0000 0003 5627 2550
- Library of Congress Control Number: no2012001237
- MusicBrainz: 2e0fffcf-0ed2-4661-9c38-f67be9cca9b0
- Nationale Bibliotheek van Tsjechië: xx0140628
- SNAC: w69d725g
- Virtual International Authority File: 181798655
- WorldCat: E39PBJj4wqpbjQh67vb8Q9kdQq